# Charles Frederick Worth

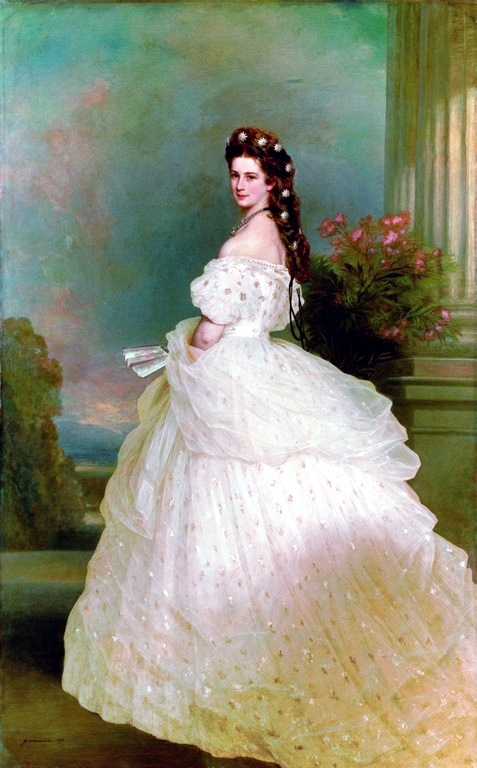
Nejproslulejší Worthovo dílo - slavnostní toaleta rakouské císařovny Sissi (portrét F. X. Winterhaltera z roku 1865).

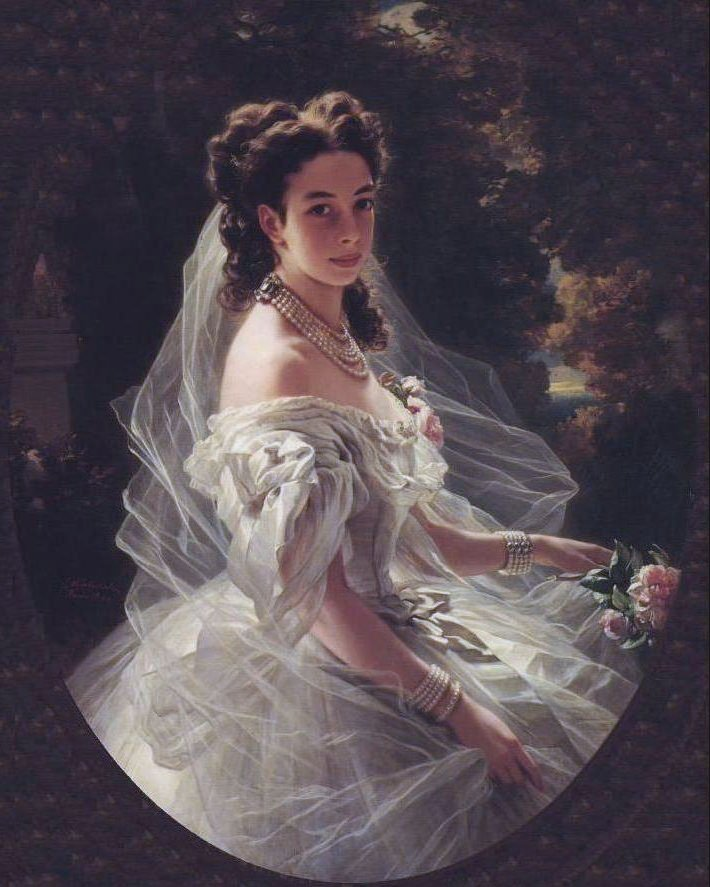
Pauline von Metternich (portrét F. X. Winterhaltera z roku 1860).

Charles Frederick Worth (13. října 1825, Bourne, Lincolnshire - 10. března 1895, Paříž) byl oděvní návrhář, zakladatel pařížské haute couture.

## Biografie

### Začátky
První zkušenosti se svým oborem získal ve dvou londýnských obchodních domech s látkami, kde se vyučil prodavačem. V té době ho také zaujaly oděvy na historických portrétech v muzeích. Již jako velmi mladý, v roce 1845 odcestoval do Paříže, kde nejdříve pracoval opět jako prodavač v prominentním obchodě s textilem "Gagelin", specializovaném na hedvábí, a kde se seznámil a později i oženil se svou kolegyní Marií Verner. Jeho žena ve firmě působila také jako manekýna, která předváděním pomáhala zákaznicím při výběru; předváděla také Worthovy první šály a klobouky. Pro svou ženu navrhoval jednoduché šaty, které nicméně také zaujaly zákaznice, jež žádaly jejich kopie. Na pařížské Světové výstavě v roce 1855 předvedl z ramenou volně splývající plášť a získal za něj 1. cenu. Návrhář si brzy v obchodě otevřel krejčovské oddělení.

### Úspěch
Worth, který se mezitím stal mladším partnerem ve firmě, chtěl své společníky pohnout k rozšíření obchodního sortimentu o výrobu oděvů. Ten však váhal vstoupit do sféry, jež měla nepatrnou reputaci ve srovnání s obchodem s textiliemi. Worth našel Otto Bobergha, majetného Švéda, který byl svolný k financování módního domu. Salon haute couture pod jménem "Worth et Bobergh" (později "Maison Worth") si návrhář otevřel s jeho pomocí v Rue de la Paix č. 7 v roce 1858. Jeho záměr dosáhl velmi rychle úspěchu. Worthova kreace večerní toalety ze stříbrného tylu se sedmikráskami, růžovými srdíčky a stříbrnými flitry, kterou si Pauline von Metternich, manželka rakouského vyslance, vzala na státní ples, upoutala pozornost císařovny Evženie a Worth se stal jejím dvorním dodavatelem. Návrháři se otevřela cesta ke slávě. Mezi jeho zákaznice se rychle zařadily nejvýznamnější ženy vysoké evropské společnosti, mezi nimiž na prvním místě stály dvě císařovny - již zmíněná francouzská císařovna Evženie de Montijo (1826-1920), manželka Napoleona III., a rakouská císařovna Alžběta Bavorská, zvaná "Sissi" (1837-1898), manželka císaře Františka Josefa I., dále to byla např. princezna Pauline von Metternich, manželka rakouského velvyslance, a řada dalších. Mnoho jeho zákaznic podnikalo dlouhou cestu do Paříže, aby se nechaly u Wortha obléci; v high society to platilo k dobrému tónu.

### Styl práce, světová proslulost
Charles Frederick Worth pracoval pouze s nejluxusnějšími materiály, jimž dokázal dát dokonalý střih a vždy dokázal zajistit nejpreciznější zpracování do posledního detailu. Přitom spojil anglickou techniku střihu s francouzským citem pro luxus a skvěle uměl vyjít vstříc představě o tom, jak by měl vypadat oděv ženy reprezentující vysoké postavení svého manžela. Ženy se ve Worthových modelech často nechaly portrétovat, často prominentním módním portrétistou F. X. Winterhalterem - známý je např. jeho obraz císařovny "Sissi" z roku 1865. Císařovna má na sobě nadýchanou toaletu od Wortha, ve vlasech diamantové hvězdičky od vídeňského klenotníka Koecherta.

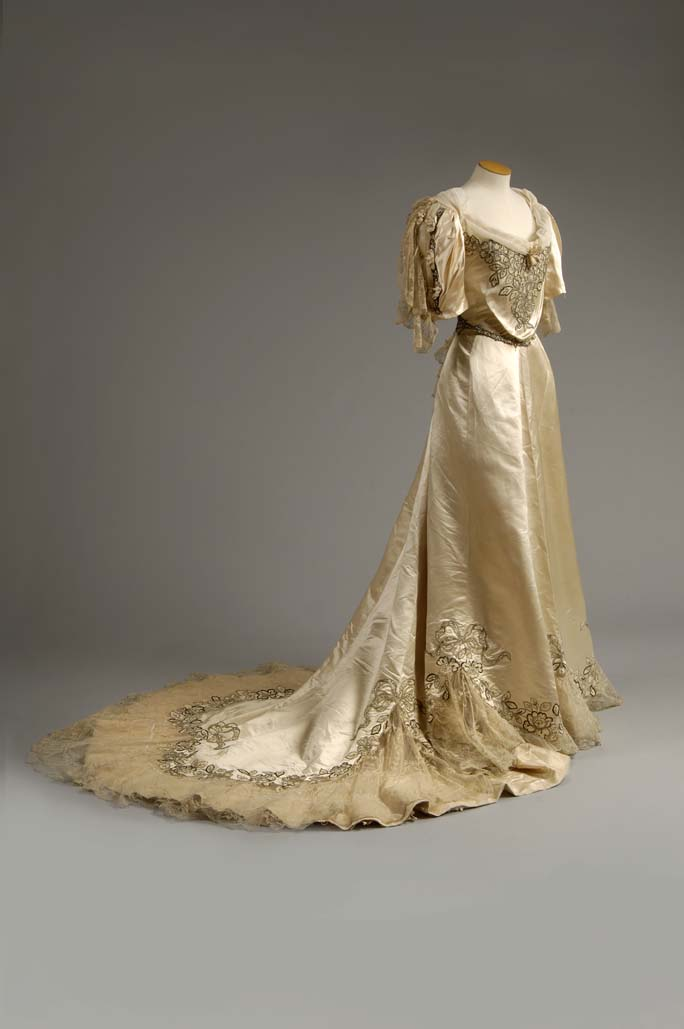
Toaleta od Wortha (St Edmundsbury Borough Council).

Řada Worthových modelů se vyznačuje novou siluetou. Návrhář "sesadil s trůnu" krinolínu a nahradil ji šaty bez pasu vpředu jednoduchého střihu, vzadu bohatě nabíranými do složitých skladů při hojné spotřebě drahého materiálu. Worth zavedl turnýru ("honzík"). Jako první začal pořádat pravidelné sezónní přehlídky nových modelů a zaměstnal modelky. Nenechal zákaznice, aby si diktovaly, co se jak má šít, nýbrž své modely prezentoval jako hotová umělecká díla. Zákaznice si potom vybrala model, který byl následně ušit z látky podle jejího výběru a na její postavu. Jako první oděvní tvůrce v historii se Worth sám považoval za umělce a své modely neváhal signovat. Zavedl zvyk našívat do oděvu štítek se jménem podniku. Tvorba Charlese Fredericka Wortha poprvé dostala název haute couture (vysoké krejčovství). Tento Angličan se stal prvním pařížským couturiérem. Zasloužil se o slávu luxusní pařížské módy, a to nejen svými pozoruhodnými návrhy, ale také revolučním marketingem. V roce 1870 zaměstnával Worth kolem 1200 švadlen, které každý týden vyrobily více než stovku šatů. Worthův věhlas byl takový, že zákaznice mohl dokonce i odmítat. Jeho modely byly tak drahé, že jen ty nejmajetnější zákaznice si mohly dovolit obměňovat garderobu podle nejnovější módy.

### Pozdní období
Salon haute couture "Maison Worth", který si návrhář otevřel s pomocí švédského společníka Otto Boberga v Rue de la Paix 7 v roce 1858, do roku 1871 Worth sám vedl. Za prusko-francouzské války v letech 1870-1871 Worth svůj dům módy zavřel; sloužil v tomto období jako nemocnice. Bobergh z firmy vystoupil, když v roce 1871 byla opět otevřena. Dále v práci pokračovali Worthovi dva synové Gaston-Lucien (1853-1924) a Jean-Philippe (1856-1926). Maison Worth šil klasické toalety pro výjimečné příležitosti až do roku 1952, kdy na odpočinek odešel Worthův pravnuk Jean-Charles (1881-1962). V roce 1956 byl ateliér v Paříži uzavřen, pobočka v Londýně pak pokračovala do 70. let 20. století.